# Scheidt (Rhénanie-Palatinat)
Pour les articles homonymes, voir Scheidt.
Scheidt est une municipalité du Verbandsgemeinde Diez, dans l'arrondissement de Rhin-Lahn, en Rhénanie-Palatinat, dans l'ouest de l'Allemagne.